# اتحاد بلعباس
الاتحاد الرياضي لمدينة بلعباس نادي كرة قدم جزائري بمدينة سيدي بلعباس تأسس عام 1933 يعد من أعرق وأكبر الفرق الجزائرية وهو أول نادي إسلامي تأسس في الجزائر.

## تاريخ
تأسس النادي عام 1933 تحت اسم الاتحاد الرياضي الإسلامي لبلعباس.
فاز بكأس الجزائر سنة1991 و 2018. للفريق العباسي قاعدة جماهيرية كبيرة حيث يعتبر من بين أكبر الفرق ذات القاعدة الجماهيرية.
كما له ملعب يعتبر من أجمل وأكبر الملاعب الجزائرية يتميز بشكله الهندسي تم تصميمه من طرف شركة إيطالية
حيث يستطيع حمل من 60 حتى 70ألف مناصر حيث يعد ثالث أكبر ملعب بعد ملعبي 5 جويلية وعنابة.

## كأس الجزائر(2): 1991، 2018 .[1]
كاس سوبر 2019

## أبرز اللاعبين
- العربي بن مبارك
- نصر الدين دريد
- نوح عباسي

## وصلات خارجية
- البطولة الوطنية الجزائرية لكرة القدم